# Jägerrapporten

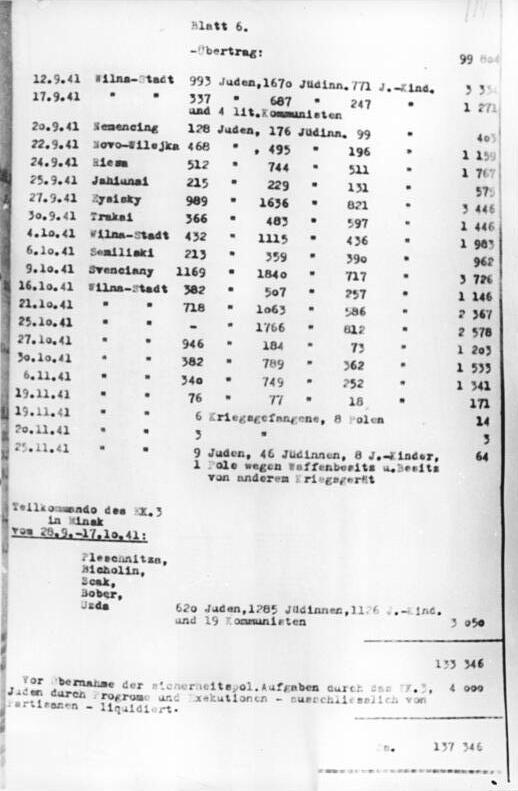
En sida ur Jägerrapporten.

Jägerrapporten är en rapport från den 1 december 1941, där SS-Standartenführer Karl Jäger beskriver avrättningarna av över 100 000 judar, framförallt i Litauen. Det är ett av få bevarade dokument från Förintelsen som uttryckligen och utan omskrivningar beskriver sådana massavrättningar.
Från juli 1941 till september 1943 var Karl Jäger befälhavare för Einsatzkommando 3, en enhet inom Einsatzgruppe A, med uppgift att eliminera bland andra judar, kommunister och NKVD-kollaboratörer. I sin rapport tillkännager Jäger att hans Einsatzkommando med assistans av Rollkommando Hamann mellan den 2 juli och 25 november 1941 mördat 137 346 personer, varav cirka 34 000 barn.